# Tini Araujo
Tini Araujo (Buenos Aires, Argentina; 19 de agosto de 1948) es una ex vedette, bailarina, coreógrafa y actriz argentina.

## Carrera
Iniciada en los albores del teatro de revista supo lucirse como media vedette en varios espectáculos del género revisteril. Perteneció a la camada de las bellas y talentosas vedettes como Adriana Parets, Susana Rubio, Adriana Quevedo, Julia Alson, entre otras. Su mayor apogeo lo dio en 1975 con la obra La revista somos nosotros donde pudo mostrar su talento con las plumas. 
A los cinco años empezó a estudiar baile clásico, español  y folckórico en el Conservatorio Cervantes, y a los quince años debutó profesionalmente en el Teatro Nacional.
A lo largo de su larga trayectoria en los teatros porteños trabajo con los más grandes capocómicos que fueron desde Dringue Farías, Alfredo Barbieri, Joe Rígoli, Tato Bores hasta llegar a Juan Verdaguer, José Marrone, Jorge Luz y Jorge Corona, entre muchos otros.
En cine trabajó en la película Fotógrafo de señoras en 1978, protagonizada por Jorge Porcel, Javier Portales y Graciela Alfano.
Entre 1975 y 1982 hizo giras en Perú . Exprofesora, graduada en danzas clásicas y españolas, actualmente esta retirada de los escenarios porteños y dedicada a presentar shows de bailes donde expande la cultura de las danzas nativas como el candombe.

## Vida privada
El los años 1970 se casó con Carlos Cerqueira, periodista y jefe de redacción de la ya extinguida Revista Siete Días Ilustrados, con quién en 1974 tuvieron a su hija Bárbara.

## Filmografía
- 1978: Fotógrafo de señoras.

## Televisión
- 1970: Atrás en la vía, con Tono Andreu,	José Díaz Lastra, Guido Gorgatti, Julio López, Vicente Rubino y Joe Rígoli.[3]
- 1973: El mundo del espectáculo.
- 1984: Tiempo de serenata, con Jorge Sobral, María Garay y Luis Tasca, acompañados por la Orquesta de Francisco Lomuto. Emitido por Canal 11.

## Teatro
- 1968: Esta revista... También mata! con Juan Verdaguer, Dringue Farias, Alfredo Barbieri, Norma Pons, Mariano Mores, Nito Mores, Carlos Scazziotta, Silvia del Río, Mimí Pons, Franca Alario, Cacho Galeano, Isabel Hernández y Lorena Car - Teatro El Nacional.
- 1969: Corrientes… Casi esquina Champs Elysées, con Nélida Lobato, Adolfo Stray, Alfredo Barbieri, Eber Lobato, Carlos Scazziotta, Roberto García Ramos, Romerito, Isabel Hernández y las mundialmente famosas: Blue Bell Girls. En el Teatro El Nacional.[4]
- 1973: ¡Chau!.. Te esperamos en el Cómico (La revista institucionalizada), en el Teatro Cómico con Alberto Locati, Mario Sapag, Pedrito Rico, Vicente Quintana, Mimí Pons, Norman Erlich, Roberto García Ramos, Dorita Acosta, Lucy D´Orsay, Juan El Brujo, Cacho Galeano y Mamina Vane. Dirigido por Gerardo Sofovich y Hugo Sofovich.
- 1975: La revista somos nosotros, con Adolfo García Grau, Carlos Scazziotta, Gogó Andreu, Nury Cid, Tristán, Alberto Irízar, y las hermanas Tita Coel e Isabel Coel.
- 1977: ¡Que piernas para el mundial! - Junto a Dringue Farías, Alfredo Barbieri, Vicente Rubino, Adriana Aguirre, Roberto García Ramos, Adriana Parets, Gissel Ducal y elenco.
- 1980: La revista somos nosotros, con Mario Sapag, Tristán, Gogó Andreu, Alberto Irízar, Carlos Scazziotta, Adolfo García Grau y Vicente Quintana.
- 1980: Tres caraduras con suerte, junto a José Marrone y Jorge Luz. Estrenado en el Teatro Astral.[5]
- 1980: Venga al Astros, con Jorge Porcel, Juan Carlos Calabró, Mario Sapag, Lynn Allison, Délfor Medina, César Bertrand, Miguel Jordán, Cacho Bustamante, Graciela Butaro, Pina Pinal, Isabel Coel y Osvaldo Pacheco.
- 1983: Obra de teatro con Oscar Parry
- 1986: La noche tiene Corona, junto a Jorge Corona.